# Billed-Bladet
Billed-Bladet (stiliseret BILLED-BLADET) er "Danmarks royale ugeblad", der er udkommet siden 5. april 1938. 
BILLED-BLADET beskæftiger sig hovedsageligt med nyheder om og historier relateret til kongehuset, men indeholder også masser af artikler om danske og udenlandske kendte og kongelige – samt et stort TV-blad. Med sit oplag på 172.052 eksemplarer ugentligt er det Danmarks største billedugeblad.
Oprindelig blev Billed-Bladet lanceret og drevet af Det Berlingske Officin som det danske modstykke til det amerikanske LIFE med sort-hvidt illustrationsmateriale (og ikke så meget sladder) trykt i dybtryk på Husumtryk A/S, der var ejet af Det Berlingske Officin.
Ugebladets journalister bliver i stor udstrækning benyttet som kongelige eksperter af andre medier. Bladet er også kendt som "Danmarks Royale Ugeblad".
Billed-Bladet ejes af Aller-koncernen, som også ejer bl.a. Se og Hør. Bladet har Annemette Krakau som chefredaktør, og udkommer hver torsdag.

## Historie
Da Det Berlingske Officin udgav Billed-Bladet i 1938 var det et politisk magasin med hovedvægt på konflikter og krig, med amerikanske Life Magazine som forbillede. Læser-målgruppen var primært den konservative middelklasse i København og Århus. Men allerede ved udbruddet af Den Anden Verdenkrig begyndte bladet at tabe politisk troværdighed, da det ikke klart tog stilling blandt krigens parter. Det medførte at bladet efter krigen ændrede sin profil og layout.
Billed-materialet kom til at fylde mere i Billed-Bladet, mens teksten blot kort supplerede fotografierne. I en tid før fjernsynet, kunne læserne se de nyheder, man hørte om i radioen, og genkende markante personligheder. Men med udbredelse af Tv i 1960'erne, kom bladets profil igen under pres, da det ny fjernsynmedie bragte billederne hurtige end en trykt presse formåede, og endda som levende billeder (live). Men fremkomsten af Tv-mediet bød imidlertid på nye muligheder, hvor Billed-Bladet nu kunne gå bag om de fra fjernsynet kendte personer, og nærmest lukke læserne med indenfor i deres hverdag. Fotomaterialet blev reduceret til at supplere teksten, der blev til længere reportager. Det var den periode Billed-Bladet opnåede sin største succes, med flere end 1 million læsere om ugen i 1970'erne.
Den pæne middelklasse fik imidlertid andre vaner i takt med den økonomiske vækst, og ville hellere læse om boliger, mad og fritid. Billed-Bladet blev mere et medie for den især mindre uddannede del af befolkningen. I løbet af 1980'erne begyndte ugebladenes oplag at dale, blandt andet på grund af flere nye blade kom til i konkurrencen om læserne, og samtidigt ændredes rollefordelingen mellem fjernsynet og ugebladene, da Tv også begyndte at gøre flere af de samme ting, som Billed-Bladet var gode til, nemlig blandt andet at vise kendte bag facaden. I 1989 blev Billed-Bladet solgt til sin største konkurrent, Se & Hør, der ejes af Aller-koncernen. Bladet kom nu til at handle endnu mere om gossip, mere dansk stof, og blev endnu mere kendispræget. I 1995 kom profilen "Danmarks Royale Ugeblad" med på forsiden.

## Chefredaktører
- 1938-42 Ejnar Black
- 1942-? Henry Hellssenca 1969-1987 Ib Johannesen.
- 1987-2006 Anders Thisted
- 2006- Annemette Krakau

## Billed-Bladets TV-guld
| År   | Årets kvindelige TV-vært | Årets mandlige TV-vært | Årets kvindelige underholdnings-vært | Årets mandlige underholdnings-vært | Årets kvindelige nyhedsvært | Årets mandlige nyhedsvært | Årets kvindelige sportsvært | Årets mandlige sportsvært | Årets vejr-vært | Årets Stjerneskud              | Årets nye TV-program | Årets TV-program (2016-) | Årets TV-dokumentar (1989-) | Årets ærespriser                       |
| ---- | ------------------------ | ---------------------- | ------------------------------------ | ---------------------------------- | --------------------------- | ------------------------- | --------------------------- | ------------------------- | --------------- | ------------------------------ | -------------------- | ------------------------ | --------------------------- | -------------------------------------- |
| 2007 | Cecilie Frøkjær          |                        | -                                    | -                                  | -                           | -                         | -                           | -                         | -               |                                |                      |                          |                             |                                        |
| 2008 | Cecilie Frøkjær          | Jes Dorph-Petersen     | -                                    | -                                  | -                           | -                         | -                           | -                         | Peter Tanev     | Morten Ankerdal                | -                    | -                        | -                           | -                                      |
| 2009 |                          |                        | -                                    | -                                  | -                           | -                         | -                           | -                         | -               | -                              | -                    | -                        | -                           | -                                      |
| 2010 | Michèle Bellaiche        | Johannes Langkilde     | -                                    | -                                  | -                           | -                         | -                           | -                         | -               | Ida Wohlert                    | -                    |                          | Dagbog fra midten           | -                                      |
| 2011 | Puk Elgård               | Mikkel Beha Erichsen   | -                                    | -                                  | -                           | -                         | -                           | -                         | -               | Christiane Schaumburg-Müller - | -                    | Vild med dans            | Tommy                       | -                                      |
| 2012 | Louise Wolff             | Mikkel Beha Erichsen   | -                                    | -                                  | -                           | -                         | -                           | -                         | -               | Ane Cortzen -                  | -                    | Borgen                   | Armadillo                   | Morten Spiegelhauer                    |
| 2013 | Ibi Støving              | Mikkel Beha Erichsen   | -                                    | -                                  | -                           | -                         | -                           | -                         | -               | Thomas Skov Gaardsvig -        | -                    | Vild med dans            | Min barndom i helvede       | Lise Nørgaard og Bent Fabricius-Bjerre |
| 2014 |                          | Peter Ingemann         | -                                    | -                                  | -                           | -                         | -                           |                           |                 | -                              | -                    | Badehotellet             |                             | Jørgen de Mylius                       |
| 2015 |                          | -                      | -                                    | -                                  | -                           | -                         | -                           |                           |                 | -                              | -                    | Badehotellet             |                             |                                        |
| 2016 | -                        | -                      | Lene Beier                           | Mikkel Beha Erichsen               | Divya Das                   | Kåre Quist                | Heidi Frederikke Sigdal     | Morten Ankerdal           |                 | -                              | Norskov              | Badehotellet             | Indiens døtre               | -                                      |
| 2017 | Puk Elgård               | Peter Ingemann         |                                      |                                    | -                           | -                         | -                           | -                         | -               | -                              |                      | Badehotellet             | Dronningens slotte          | -                                      |
| 2018 | -                        | -                      | Lene Beier                           | Peter Ingemann                     | Janni Pedersen              | Kåre Quist                | Stine Bjerre Mortensen      | Morten Ankerdal           | -               | -                              | Tinkas Juleeventyr   | Badehotellet             |                             |                                        |
| 2019 | -                        | -                      | Sofie Linde                          | Peter Ingemann                     | Cecilie Beck                | Kåre Quist                | Stine Bjerre Mortensen      | Morten Ankerdal           | -               | -                              | De sjældne danskere  | Badehotellet             |                             |                                        |
| 2020 | -                        | -                      | Sofie Linde                          | Rasmus Brohave                     | Janni Pedersen              | Kåre Quist                | Tina Müller                 | Morten Ankerdal           | -               | -                              | Helt sort            | Badehotellet             | En stille forsvinden        |                                        |